# Sjaunjajaure
Sjaunjajaure är en sjö i Gällivare kommun i Lappland och ingår i Luleälvens huvudavrinningsområde. Sjön har en area på 4,6 kvadratkilometer och ligger 457 meter över havet. Sjaunjajaure ligger i Sjaunja Natura 2000-område. Sjön avvattnas av vattendraget Sjaunjaätno.

## Delavrinningsområde
Sjaunjajaure ingår i det delavrinningsområde (747005-167358) som SMHI kallar för Utloppet av Sjaunjajaure. Medelhöjden är 475 meter över havet och ytan är 18,9 kvadratkilometer. Räknas de 38 avrinningsområdena uppströms in blir den ackumulerade arean 539,19 kvadratkilometer. Sjaunjaätno som avvattnar avrinningsområdet har biflödesordning 2, vilket innebär att vattnet flödar genom totalt 2 vattendrag innan det når havet efter 265 kilometer. Avrinningsområdet består mestadels av skog (47 procent) och sankmarker (27 procent). Avrinningsområdet har 4,8 kvadratkilometer vattenytor vilket ger det en sjöprocent på 25,4 procent.